# 福井県道117号今立池田線
福井県道117号今立池田線（ふくいけんどう117ごう いまだていけだせん）は福井県越前市と今立郡池田町を結ぶ一般県道である。

## 路線概要
福井県越前市の旧今立町域と同県今立郡池田町を結ぶ役割を担っている県道である。しかし市境で分断している点線県道である。そのため2008年現在では国道と集落、および主要地方道と集落を結ぶ別々の県道として機能している路線である。現在開通させる工事が進行している様子はないが、福井県内で最も冬季通行止め若しくは分断された県道の多い池田町としては早期開通の望まれる道路である。

### 路線データ
- 起点：福井県越前市高岡町
- 終点：同県今立郡池田町稲荷

## 通過する自治体
- 福井県
  - 越前市 - 今立郡池田町

## 道路状況
起点附近および終点附近は片側1車線が確保された一般的な県道だが、道路が進むにつれて徐々に道路幅が細くなり、最終的に途切れる典型的な分断県道である。幹線道路と集落を結ぶ役割となってしまっている路線なので、基本的に交通量は多くない。しかし市野々集落や山田集落の住民にとっては非常に重要な道となっており、地域に密着した道路といえるだろう。

## 接続路線
- 福井県道2号武生美山線（越前市高岡町、起点）
- 国道476号（池田町稲荷、終点）

## 沿線
- 水間川
- 佐々木小次郎公園
- 高善寺
- 平等寺
- 福井県立武生高等学校池田分校（廃校）